# Alcalá de los Gazules
Alcalá de los Gazules er en by og kommune i det sydlige Spanien i provinsen Cádiz. Den har et indbyggertal på 5.223 (2024) indbyggere.